# Vatché Ier de Kakhétie

Vatché Ier de Kakhétie (en géorgien : ვაჩე ; mort en 839) est un prince de Kakhétie de 827 à 839.
Vatché est le fils d'Ioané Kvabulidzé. Il est élu en 827 « Chorévêque » à la mort de Grigol de Kakhétie grâce à l’appui des clans gardabaniens.
Il gouverne jusqu’à sa mort en 839 et est remplacé par Samuel Donauri.  